# Magnus Maßmann

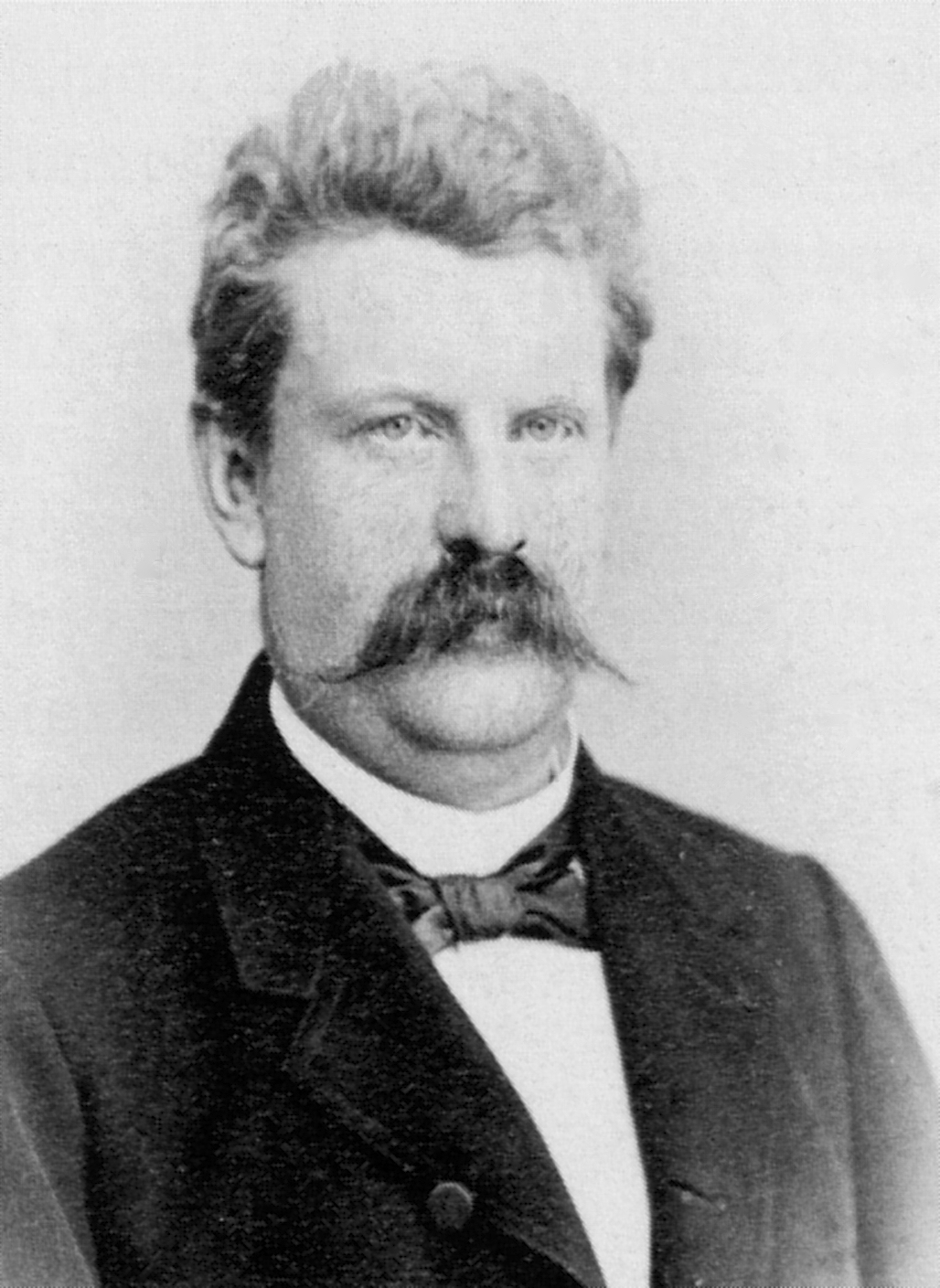
Magnus Maßmann

Magnus Maßmann (* 22. Oktober 1835 in Rostock; † 20. September 1915 ebenda; vollständiger Name: Christian Magnus Wilhelm Maßmann) war ein deutscher Rechtsanwalt und 1889 bis 1914 Bürgermeister der Hansestadt Rostock.

## Leben
Magnus Maßmann war der Sohn des Rechtsanwalts Christian Maßmann und dessen Ehefrau Charlotte, geb. Köhn. Maßmanns Mutter starb sehr früh, sein Vater ging, ohne seine Kinder zu versorgen, nach Amerika. Magnus Maßmann legte trotz dieser schwierigen Lage an der Großen Stadtschule im März 1855 das Abitur ab. Danach studierte er bis 1859 Rechtswissenschaften in  Rostock und Berlin. Hier promovierte er 1864. Während seiner Rostocker Studienzeit war Maßmann Mitglied des Corps Obotritia Rostock. Magnus Maßmann heiratete im Oktober 1863 Meta Kühl, die Tochter des Ratsapothekers in Rostock. 1864 bewarb er sich um ein Senatorenamt in Rostock, am 18. April 1864 erfolgte seine Wahl und am 22. April die Amtseinführung. Im selben Jahr promovierte er zum Doktor und begann seine Tätigkeit als Richter am Kriminalgericht und Assessor im Polizeiamt. Bis 1868 war er gleichzeitig Präses am Niedergericht. In den Jahren 1868 und 1869 war Maßmann Deputierter Rostocks am Obergericht und Ehrengericht und von 1868 bis 1872 Assessor beim Polizei-Administrations-Departement.
1872 wurde Maßmann Direktor des Polizeiamtes. In dieser Funktion war er bis 1880 tätig. Gleichzeitig nahm er ab 1878 die Funktion des Reichskommissars für das Großherzogliche Seeamt in Rostock wahr und ab 1879 war er Abgeordneter des ständischen Landtages in Mecklenburg. Am 8. Januar 1880 wurde er zum Ratssyndikus ernannt.
Am 10. Mai 1889 erfolgte die Wahl Maßmanns zum Bürgermeister von Rostock. Bis zum 1. Oktober 1914 bekleidete er dieses Amt, das er aus gesundheitlichen Gründen aufgab. Ehrenamtlich war er mehr als 25 Jahre für den Verein für Mecklenburgische Geschichte und Altertumskunde tätig. Maßmann machte sich um den Aufbau einer Lungenheilanstalt gegen die weit verbreitete Lungentuberkulose verdient, so rief er 1909 zur Sammlung von Spenden auf.

## Ehrungen
Maßmann hatte sich in der Ausübung seiner Ämter für die Stadt Rostock große Verdienste erworben, so in der wirtschaftlichen Entwicklung während des Beginns der Industrialisierung. Im Dezember 1909, anlässlich seines 50. Beamtenjubiläums, erfuhr er eine große öffentliche Würdigung. Am 22. April 1914, am Tag seines 50. Jubiläums als Ratsmitglied, wurde Magnus Maßmann Ehrenbürger Rostocks und die Medizinische Fakultät der Universität Rostock verlieh ihm die Ehrendoktorwürde. Zur Erinnerung wurde noch zu Lebzeiten Maßmanns 1914 die Lindenallee in Bürgermeister-Maßmann-Straße umbenannt (ab 1921 vereinfacht Maßmannstraße). 